# قبرص البريطانية
قبرص البريطانية هي جزيرة قبرص التي كانت واقعة تحت سيطرة الإمبراطورية البريطانية وكانت تدار بالتتابع من سنة 1878 إلى 1914 كانت محمية بريطانية، ومن سنة 1914 إلى 1925 كاحتلال عسكري، ومن سنة 1922 إلى 1960 كانت تعد مستعمرة تاج. وبعد اتفاقيات لندن وزيورخ في 19 فبراير 1959، أصبحت قبرص جمهورية مستقلة في 16 أغسطس 1960.

## التاريخ

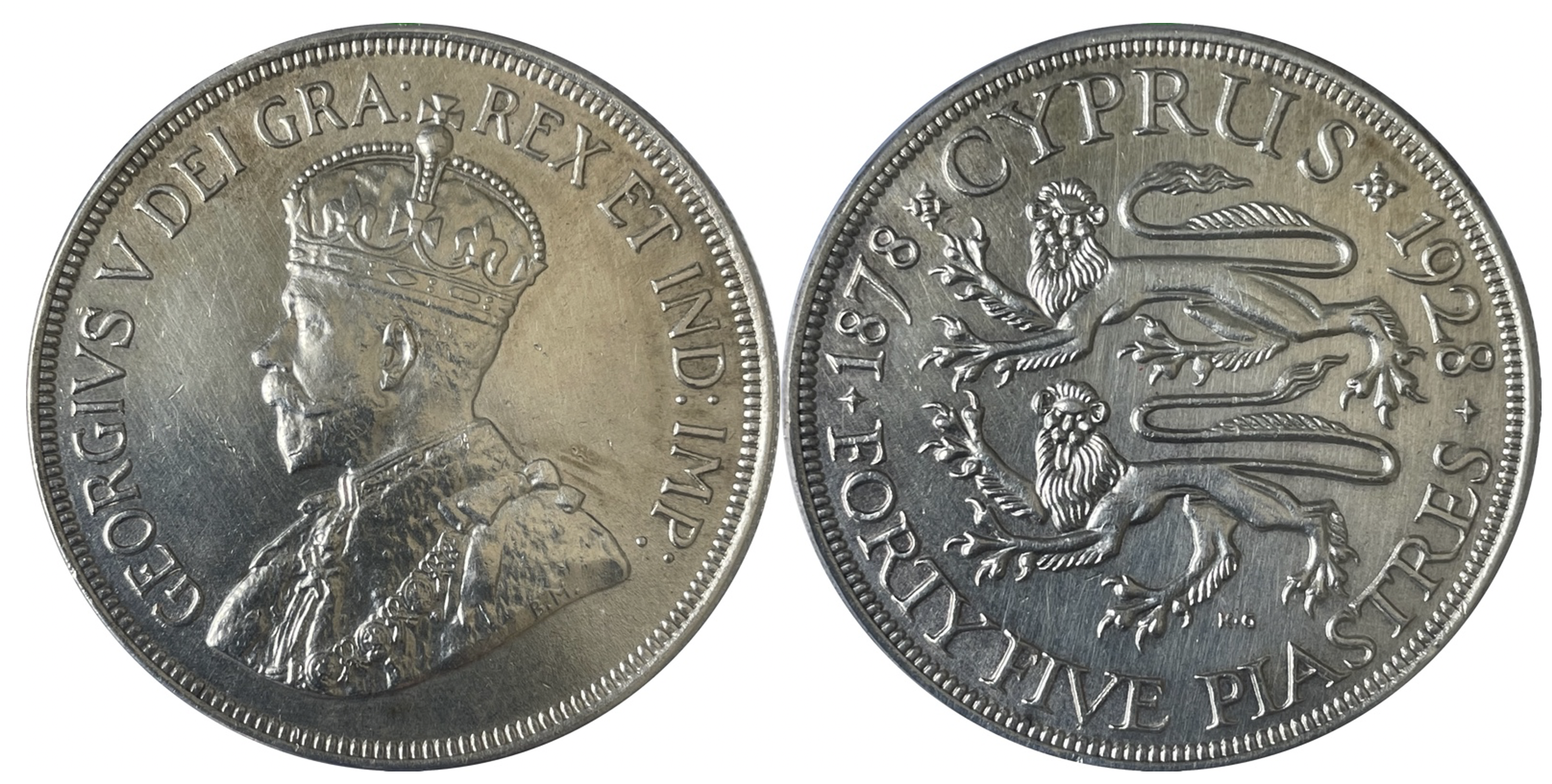
نقود فضية: 45 قرش بريطاني قبرصي لجورج الخامس - 1928

علم قبرص (1881–1922)

### التشكيل
كانت قبرص تابعة للدولة العثمانية، بعد أن أخذتها من جمهورية البندقية في 1570-1571. وقد أضحت جزءًا من ولاية الأرخبيل.

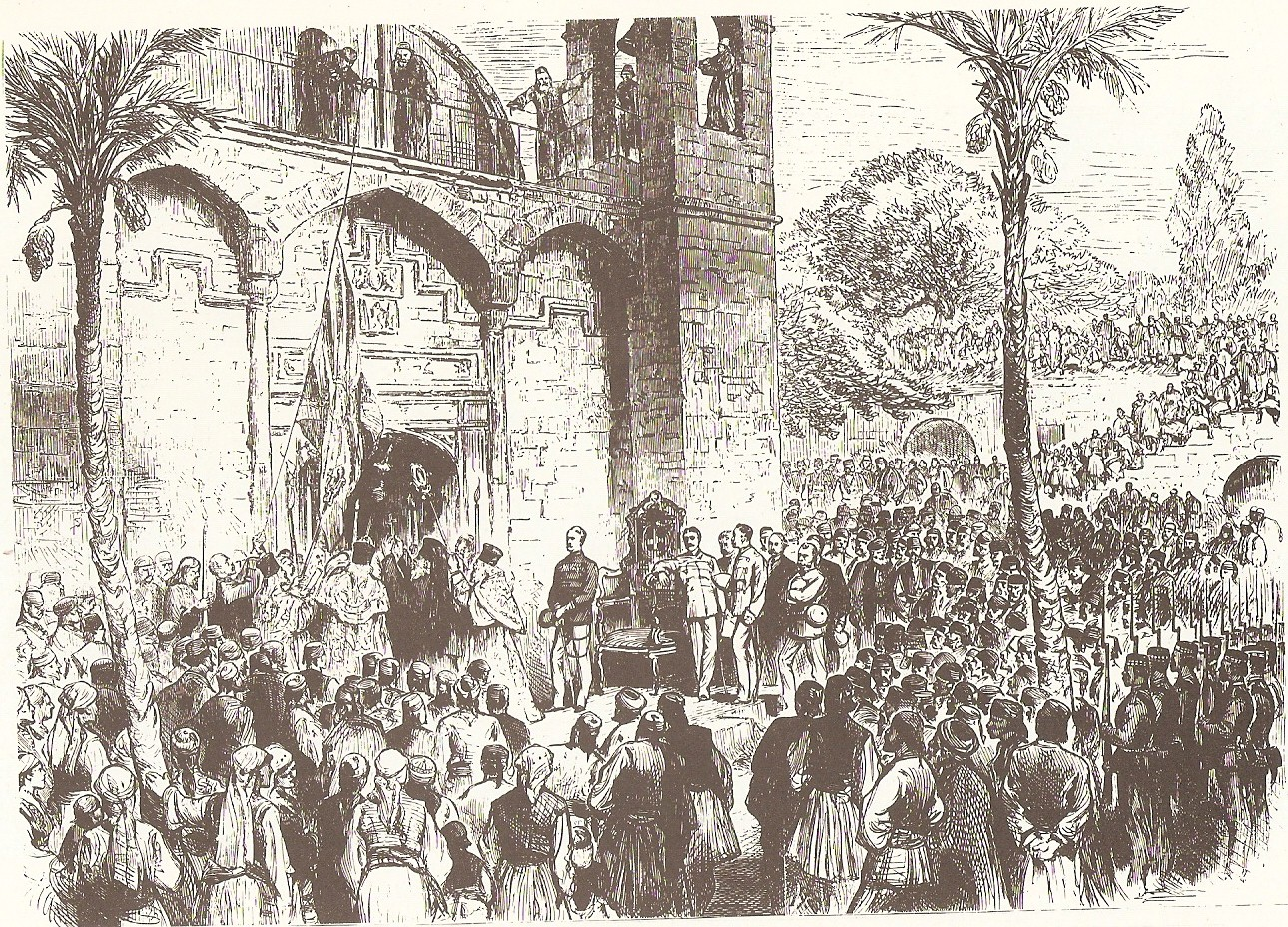
كهنة الروم الأرثوذكس يباركون علم الاتحاد بعد رفعه في نيقوسيا 1878.

انشئت بريطانيا محمية لها في قبرص تحت السيادة العثمانية الاسمية بموجب اتفاقية قبرص المؤرخة 4 يونيو 1878، في أعقاب الحرب الروسية التركية، التي أخذ البريطانيون الجزيرة مقابل مساعدتهم للدولة العثمانية طوال فترة الحرب. ثم أعلنت قبرص محمية بريطانية وتم دمجها بشكل غير رسمي في الإمبراطورية البريطانية. ظل هذا ساريًا حتى 5 نوفمبر 1914 عندما انضم العثمانيون مع قوى المركز ودخلوا الحرب العالمية الأولى، فردت بريطانيا بضم كامل قبرص إلى إمبراطوريتها، وإن كان ذلك تحت وضع الإدارة العسكرية. ثم أعلنت قبرص بأنها مستعمرة التاج بعد عقد من الزمان في 1925، بعد التأكيد على ضم بريطانيا لقبرص مرتين، الأولى في معاهدة سيفر سنة 1920، ثم تأكيدها مرة أخرى في معاهدة لوزان في 1923.

### الاتحاد المقترح مع اليونان
آمن القبارصة اليونانيون أن الظروف قد أصبحت مواتية لطلب ضم جزيرة قبرص إلى اليونان في ما يُعرف باسم «إينوسيس» وذلك أسوةً بالجزر الأيجية والأيونية التي ضُمت إلى اليونان بعد انهيار الدولة العثمانية. في السنوات اللاحقة تطورت مطالب القبارصة اليونانيين لتحقيق الإينوسيس (الاتحاد مع اليونان) بشكل متسارع وخاصةً في ثلاثينيات القرن العشرين، ما أدى إلى تدمير دار المندوب السامي في مدينة نيقوسيا، إذ أُحرق في ثورة قبرص 1931.
وفشلت المساعي البريطانية في تقديم حكومة دستورية في جزيرة قبرص مصممة لإشراك القبارصة اليونانيين فيها دون الاتحاد مع اليونان، وذلك بالرغم من جهود البريطانيين الحثيثة لتأسيس حكومة ذات مظهر ليبرالي ديمقراطي وخاصة من قبل حكومة العمال المؤسسة بعد الحرب العالمية الثانية في بريطانيا. فنشأت حركة قومية قبرصية نتيجة عدة عروض فاشلة قدمها البريطانيون إلى اليونان للتنازل عن قبرص مقابل تنازلات عسكرية، والنقص الملحوظ في الاستثمار البريطاني على الجزيرة. ثم قدَّم وفدٌ من قبرص طلبًا لتفعيل الإينوسيس إلى لندن. رفض البريطانيون هذا الطلب، لكنهم اقترحوا إنشاء دستورٍ أكثر ليبرالية وبرنامجًا للتنمية الاقتصادية والاجتماعية ممتدًا على مدى 10 سنوات.
ثم أعلن بول ملك اليونان سنة 1948 أن قبرص ترغب في الاتحاد مع اليونان. وقدمت الكنيسة القبرصية الأرثوذكسية استفتاء في سنة 1950، ووافق بموجبه حوالي 97 ٪ من السكان القبارصة اليونانيين الاتحاد. أصبحت العريضة اليونانية والإنوسيس قضية دولية عندما قبلتها الأمم المتحدة.
في خمسينيات القرن العشرين ساهم مكاريوس الثالث رئيس وكبير أساقفة الكنيسة القبرصية الأرثوذكسية في تجدد مطالبة القبارصة اليونانيين بتفعيل الإينوسيس بعد إفصاح اليونان بدعمها لهذا المطلب في الساحة الدولية. أدت تلك المحاولة إلى إحساس الدولة التركية والقبارصة الأتراك بالخطر.
في 1954 أفصحت بريطانيا عن نيتها في نقل مقرها العسكري في الشرق الأوسط من السويس (مكتب القائد العام، في الشرق الأوسط) إلى قبرص. وقد انسحبت بعد ذلك من مصر بعد العدوان الثلاثي.

### حالة الطوارئ في قبرص
أدى عدم رضوخ بريطانيا للضغط الدولي إلى تصاعد وتيرة العنف عن طريق تنظيم حملة ضد القوة الاستعمارية من خلال «منظمة إيوكا» وهي مختصر لما يُعرف باسم «المنظمة الوطنية للمقاتلين القبارصة». كان لقائد الإيوكا جورجيوس غريفاس، دورٌ كبير في إنشاء وتوجيه حملة مثمرة ضد القوة الاستعمارية في 1955. فُجرت القنابل الأولى في الأول من شهر أبريل، وتُبعت بتوزيع منشورات على السكان. بدأت الهجمات على مراكز الشرطة في 19 يونيو. وبعد سلسلة من الحوادث المتتالية، أعلن الحاكم العام السير جون هاردينج حالة الطوارئ في 26 نوفمبر من تلك السنة.
في السنوات الأربع التالية، هاجمت إيوكا البريطانيين أو الأهداف ذات العلاقة ببريطانيا والقبارصة الذين اتهمتهم بالتعاون مع السلطات البريطانية. نُفي مكاريوس الثالث رئيس وكبير أساقفة الكنيسة القبرصية الأرثوذكسية مع عدد من رجال الدين والسياسيين القبارصة بشكلٍ قسري إلى جزر سيشل. قُتل 371 من الجنود البريطانيين وهم يحاربون حركة الاستقلال خلال إعلان حالة الطوارئ في قبرص، من ضمنهم أكثر من 20 جنديًا خلال «عملية ألفونس المحظوظ».
واجه البريطانيون صعوبةً بالغةً في الحصول على معلومات استخباراتية دقيقة عن إيوكا لأنها حظيت بدعم أغلب السكان اليونانيين القبارصة، وأعاقهم أيضًا استنزاف القوى العاملة بسبب أزمة السويس (العدوان الثلاثي على مصر) وحالة الطوارئ المالايوية (حرب عصابات في مالايا البريطانية). اختُرقت القوات الأمنية البريطانية بسهولة من قبل المتعاطفين مع القبارصة اليونانيين الذين يؤدون مهامًا ثانوية مختلفة، لذا فقد كان على هذه القوات التي كانت تحت قيادة المشير السير جون هاردينغ، أن تبذل جهودًا عظيمة لقمع حركة الاستقلال. نجحوا في قمع الحركة إلى حدٍ كبير، لكن لم تتوقف الهجمات على العناصر البريطانية بشكل تام. نُفي مكاريوس الثالث بسبب الاشتباه في ضلوعه في حملة إيوكا، لكن أُطلق سراحه بعد موافقة إيوكا على إيقاف الأعمال العدائية في مقابل إطلاق سراح كبير أساقفة الكنيسة القبرصية الأرثوذكسية وعودته إلى موطنه.

### رد فعل القبارصة الأتراك
كان رد القبارصة الأتراك على التحديات التي طرحها احتمال إنهاء الاستعمار وانهيار النظام الاستعماري هو تبني الدعوة إلى التقسيم. أصبح التقسيم هو الشعار الذي استخدمه القبارصة الأتراك المتشددون بشكل متزايد في محاولة لعكس الصرخة اليونانية إينوسيس. في 1957 أعلن كوجوك خلال زيارة لأنقرة أن تركيا ستطالب بالنصف الشمالي من الجزيرة.
وفي أبريل 1957 في الظروف الجديدة التي أظهرتها كارثة أزمة السويس قبلت الحكومة البريطانية أن قواعد في قبرص هي بديل مقبول من كون الجزيرة هي القاعدة. أنتج هذا موقفًا بريطانيًا أكثر استرخاءً تجاه المشكلة. كان من المقرر الآن حلها بالتعاون مع اليونان وتركيا، حيث نبهت الأخيرة تمامًا إلى مخاطر الإينوسيس على السكان القبارصة الأتراك.
تجدد العنف في قبرص من قبل إيوكا، لكنه جذب بشكل متزايد المجتمع التركي عندما حرضت خطة جديدة للحكم الذاتي الموحد للحاكم البريطاني السير هيو فوت على أعمال شغب من القبارصة الأتراك، وأنتجت رد فعل عدائي من الحكومة التركية. تطور العنف بين الطائفتين إلى سمة جديدة وقاتلة للوضع.
ففي 1957 قررت الأمم المتحدة أنه يجب حل المشكلة وفقًا لخريطتها القانونية. فعاد المنفيون وبدأ الطرفان سلسلة من أعمال العنف ضد بعضهما البعض.
في السنوات القليلة التي سبقت اتفاقيتي زيورخ ولندن (1959/1960) حاولت اليونان مرة أخرى الفوز باعتراف دولي ودعم لقضية الضم في الأمم المتحدة على خلفية تجدد واستمرار عنف إيوكا الموجه ضد البريطانيين. ولكن الأمر كان بلا جدوى، فكان على اليونان أن تدرك أن تركيا أصبحت الآن طرفًا مهتمًا بشكل حيوي بالنزاع.
كان على غريفاس وإيوكا أيضًا قبول الوضع المتغير. لم يرَ مكاريوس أي طريقة لاستبعاد تركيا من المشاركة في أي حلول. فقد كان القبارصة اليونانيين يعتقدون أن بريطانيا روجت لقضية القبارصة الأتراك لمنع تحقيق الضم.
في 1958 أعد رئيس الوزراء البريطاني هارولد ماكميلان مقترحات جديدة لقبرص، لكن خطته التي كانت شكلاً من أشكال التقسيم رفضها رئيس الأساقفة مكاريوس. أعلن رئيس الأساقفة أنه لن يقبل إلا الاقتراح الذي يضمن الاستقلال خارج من كل من الإينوسيس أو التقسيم.

## الاستقلال
تم التوقيع في 19 فبراير 1959، وبدأت اتفاقية زيورخ بإنهاء الصراع، وتحديد دستور قبرص المستقلة، الذي وافق عليه كلا الجانبان (القبارصة اليونانيين والأتراك) في النهاية. تم تعيين كل من اليونان وتركيا إلى جانب بريطانيا كضامن لسلامة الجزيرة. وبعض النقاط الرئيسية لاتفاقية زيورخ هي:
- قبرص دولة مستقلة.
- كلا التقسيم والإينوسيس ممنوعان.
- ترابط القوات العسكرية اليونانية والتركية بنسبة 2:3 في جميع الأوقات في قبرص. كلتا القوتين ستخضعان لوزراء خارجية اليونان وتركيا وقبرص.
- يكون الرئيس من القبارصة اليونانيين ينتخبهم القبارصة اليونانيون، ونائب الرئيس من القبارصة الأتراك وينتخبهم السكان القبارصة الأتراك.
- من المقرر أن يضم مجلس الوزراء سبعة من القبارصة اليونانيين يختارهم الرئيس وثلاثة من القبارصة الأتراك يختارهم نائب الرئيس.
- ستحتاج القرارات إلى أغلبية مطلقة ولكن لكل من الرئيس ونائب الرئيس حق النقض.
- يجب أن تظل المملكة المتحدة ضامنًا وأن تحتفظ بقواعدها العسكرية.

وبعد تشكيل جمهورية قبرص، تم انتخاب رئيس الأساقفة مكاريوس الثالث الزعيم الديني والسياسي ذو الشخصية الجذابة أول رئيس لقبرص المستقلة. وحسب اتفاقية الاستقلال، احتفظت المملكة المتحدة بمناطق القاعدة السيادية في أكروتيري وديكيليا باعتبارها إقليمًا بريطانيًا لما وراء البحار.
في مارس 1961 في مؤتمر رؤساء وزراء الكومنولث 1961، أصبحت قبرص من جمهوريات دول الكومنولث ، وأصبح رئيس الأساقفة مكاريوس الثالث رئيسًا للكومنولث ورئيسًا لحكومة الكومنولث. وفي 1961 أصبحت جمهورية قبرص العضو رقم 99 في الأمم المتحدة.

## وصلات خارجية
- الحكم البريطاني لقبرص (1878-1960) - cypnet.co.uk